# 장수 (별자리)
장수(張宿)는 동아시아의 별자리인 이십팔수의 하나이다. 남방주작 7수(宿) 중 다섯 번째에 해당된다.
서양 별자리의 바다뱀자리의 일부에 해당된다.

## 장수에 속한 별자리
장수에 속한 별자리들은 다음과 같다.
| 별자리 | 한자 | 별 개수 | 위치       |
| ------ | ---- | ------- | ---------- |
| 장     | 張   | 6       | 바다뱀자리 |
| 천묘   | 天廟 | 14      |            |

## 참고 문헌
- 권근 외, 『천상열차분야지도』, 서운관(書雲觀), 1395
- 이문규, 《고대 중국인이 바라본 하늘의 세계》, 문학과 지성사, 2000
- 이순지 저, 김수길.윤상철 역,《천문류초》, 대유학당, 1998
- 박창범, 《하늘에 새긴 우리역사》, 김영사, 2002